# Каукански гуан
Каукански гуан (лат. Penelope perspicax) је врста птице из рода Penelope, породице Cracidae.
Живи на западној падини западних и средишњих Анда у Колумбији, у департманима Каука, Вале дел Каука и Киндио на надморској висини 700-1.800 метара. Велика је птица, дуга је око 76 cm, а у појави је слична ћуркама, с танким вратом и маленом главом. Шумска је птица, арбореална је и гради гнездо у дрвећу. 